# 미카게역 (한신 전기 철도)
미카게역(일본어: 御影駅, みかげえき)은 일본 효고현 고베시 히가시나다구에 있는 한신 전기철도 본선의 역이다. 역 번호는 HS 25이다.

## 역사
- 1905년 4월 12일: 영업 개시.
- 1929년 7월 27일: 병용 궤도에서 이전 및 고가화.
- 1995년
  - 1월 17일: 한신・아와지 대지진 재해로 한신 본선 운행 개시. 본 역도 한때 영업 중단됨.
  - 2월 11일: 아오키 역 ~ 당역 구간 복구에 따라 영업 재개.
  - 6월 26일: 당역 ~ 니시나다 역 구간의 운행 재개로 한신 본선은 전 구간 복구.
- 2009년 3월 20일: 다이아 개정으로 급행의 니시노미야 역 이서 구간의 운행 개시로 본 역에는 급행이 정차하지 않게됨.
- 2014년 4월 1일: 역 번호 도입.
- 2016년 3월 19일: 심야에 1회 운행하는 급행이 미카게 행이 되고, 구간 특급의 시발역이 아오키 역에서 당역으로 변경되어 본 역에 급행이 정차하게 됨.

## 역 구조
대피 설비를 갖는 섬식 승강장 2면 4선의 고가역이다. 개찰구는 지상부에 있는 1개소 뿐, 2층에 있는 승강장의 우메다 방향과 통한다. 지상, 개찰, 승강장 각 층을 연결하는 엘리베이터와 신체 장애자용 화장실 설치 등에서 2011년에 배리어 프리화되었다.
승강장은 급커브(반경 140m 내지 160m) 위에 존재하므로, 구내 통과속도는 35km/h로 제한되고 있다. 쾌속 급행이나 회송 등의 통과 시에는 저속에서도 격렬한 수레 바퀴 소리가 생긴다. 정차 중인 차량과 승강장 틈이 일부 넓은 공간 위에 승강장의 폭 자체도 좁고 한신의 역 중에서는 특히 위험한 역이다(가스가노미치 역이 상대식 승강장으로 개축된 이후). 따라서, 비영업 차량의 통과 열차와 일부 쾌속 급행은 반드시 경적을 울린다. 승강장 폭이 좁다는 점도 있고 공조 기기를 설치한 대기실은 설치되지 않았다. 긴테쓰 차량 시험 운행 개시 후에 승강장의 일부가 긴테쓰 차량의 통과에 방해하는 것으로 판명되어 2008년 10월부터 12월까지 승강장을 깎는 공사가 이뤄졌다. 공사 완료 후는 원래보다 더 승강장이 좁아졌다.
원래는 1,4선이 대피선, 2,3선이 본선이었으나 현행 다이아에서는 특급 열차는 홀수 번선(1,3번 선)에 정차하고 있다. 변경된 이유는 산요 전철 5000계와 5030계의 차체 하부의 폭이 한신 차에 비해서 큰 관계로 곡선에서의 승강장과 틈새가 작기 때문이다. 다만, 1번 선이 분기기 속도 제한을 받은 배선 구조는 변하지 않은 것도 있어 짝수 번선에 보통 차량용, 홀수 번선을 특급 열차(적동차, 산요 자동차)용 형태로 되어 있다. 또한, 2번 승강장의 6량 편성 우메다 방향 1량 분에는 고정 울타리로 나누어져 쾌속용 열차와 산요 열차와의 6량 편성은 2번 승강장의 영업 정지가 불가능하다.
역의 서쪽에는 미카게 유치선이 옆의 이시야가와 역까지 뻗어 있다. 이전에는 한신이 고속 별선(제2 한신 선)을 건설하는 방안을 추진하던 중 이 구간을 복복선화하는 구상이 있었기 때문이다. 한신・아와지 대지진으로 인하여 둑이 무너지고 유치한 차량이 전락(대부분은 폐차 및 해체)하는 등 큰 피해를 받았다. 미카게 유치선은 1963년경에 설치되지 않았다.
2010년도부터 역의 배리어 프리화를 주체로 한 개량 공사에 착수. 승강장을 높이고 차량과의 틈새를 좁혀 빗형 고무를 설치하고, 개찰구, 역장실. 화장실 등을 2층으로 이전하는 신체 장애인용 화장실을 신설, 각 층을 연결하는 엘리베이터와 에스컬레이터(개찰 층 ~ 지상만)을 신설했다. 역 북쪽에는 있는 상업 시설과 미카게 크랏세, 개찰 층과 직결되는 보행자 데크가 신설되었다. 사업비는 약 3억엔으로, 국가 및 자치 단체가 3분의 2를 보조하였다.

### 승강장
| 승강장 | 노선   | 방향 | 행선                                         |
| ------ | ------ | ---- | -------------------------------------------- |
| 1      | ■ 본선 | 상행 | 아마가사키・오사카 (우메다)・난바・나라 방면 |
| 2      | ■ 본선 | 상행 | 아마가사키・오사카 (우메다)・난바・나라 방면 |
| 3      | ■ 본선 | 하행 | 고베 (산노미야)・아카시・히메지 방면         |
| 4      | ■ 본선 | 하행 | 고베 (산노미야)・아카시・히메지 방면         |

- 전술한 대로 짝수 번선에 보통 열차가, 홀수 번선에 특급 열차가 정차한다.
- 1,2번 선은 산노미야 방면 출발에도 대응하고 있다.

## 역 주변
일본 유수의 고급 주택가인 미카게야마테와 달리, 해변 쪽은 나다고고의 주조거리이다. 역의 고가시타 동쪽으로는 아이스 통에 유명한 "다이니시 상점"가 있고 서쪽에는 쇼와 초기에 건설된 당초의 스크래치 타일의 요벽이 있다. "미카게 마켓"도 남아 있고 일부 점포가 영업 중이다. 서쪽 고가시타는 장대한 시장인 미카게 시장이 있고, 빵의 노포 "마스야"를 시작으로 서민형의 명소가 많다. 산 쪽의 고급 빵 가게뿐만 아니라, 거리의 시장에도 빵 명가가 있는 곳 등은 고베다운 운치이다. 고베 시립 미카게 공업 고등학교 자리에 있어서의 한신 미카게 역 개발의 일환으로 2008년 3월 20일에는 대규모 상업 시설 미카게 크랏세이 개업했다. 게다가, 2010년 3월에는 47층짜리 미카게 타워 레지던스가 준공되었다.
- 택시 승강장(고가시타 한신 택시 전용, 버스 터미널 동쪽)
- 아즈나스 한신 미카게점
- 국도 제2호선 - 300m 북쪽.
- 유즈루하 신사
- 히가시나다 경찰서 - 320m 북쪽.
- 사와노이 파출소
- 고베 시립 미카게 공회당 - 590m 북서쪽.
- 한신 미카게 역전 우체국 - 150m 북쪽.
- 미카게 하마나카 우체국 - 500m 남서쪽.
- 고베 미카게나카마치 우체국 - 700m 북서쪽.
- 효고 현립 미카게 고등학교 - 510m 북서쪽.
- 고베 시립 미카게 중학교 - 230m 서쪽.
- 고베 시립 미카게 초등학교 - 380m서쪽.
- 나가사키야 미카게점
- 미카게 시장・지수관
- 미카게 크랏세
  - 한큐 오아시스 미카게점
  - 한신 백화점(한신・미카게)
  - 메트로 서점
- 도코모 숍
- au 숍
- 소프트 뱅크 숍 외
- 미카게 타워 레지던스 - 180m.
- 다이니시 상점
- 효고 현 예방 의학 협회
- 다나카야 본점 - 100m.
- 쾰른 본점
- 에디온 미카게점 - 310m 남쪽.
- 이즈미야 미카게점 - 330m 남쪽.
- 미쓰이스미토모 은행 미카게 지점 - 40m.

## 사진

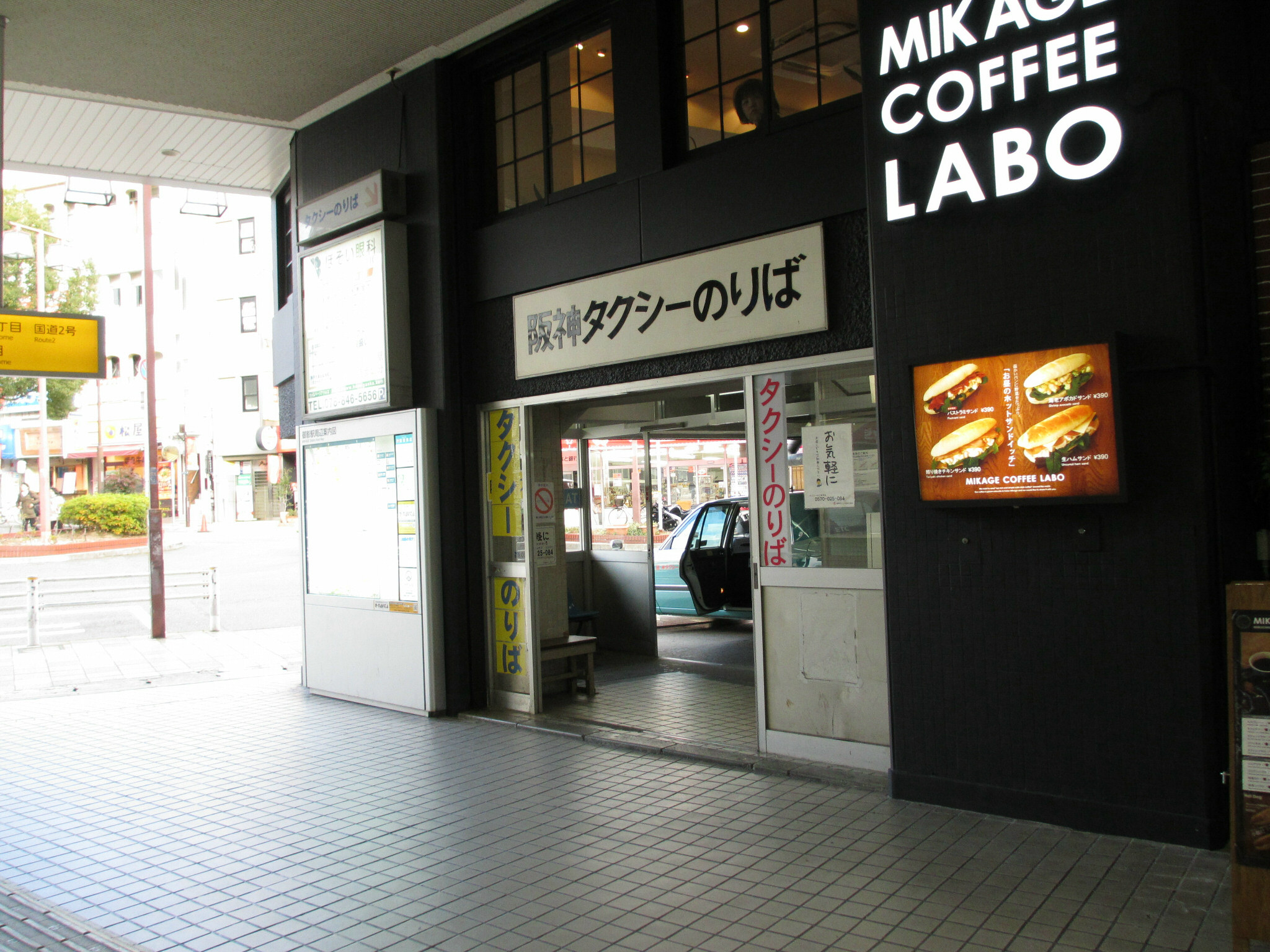
민자역사
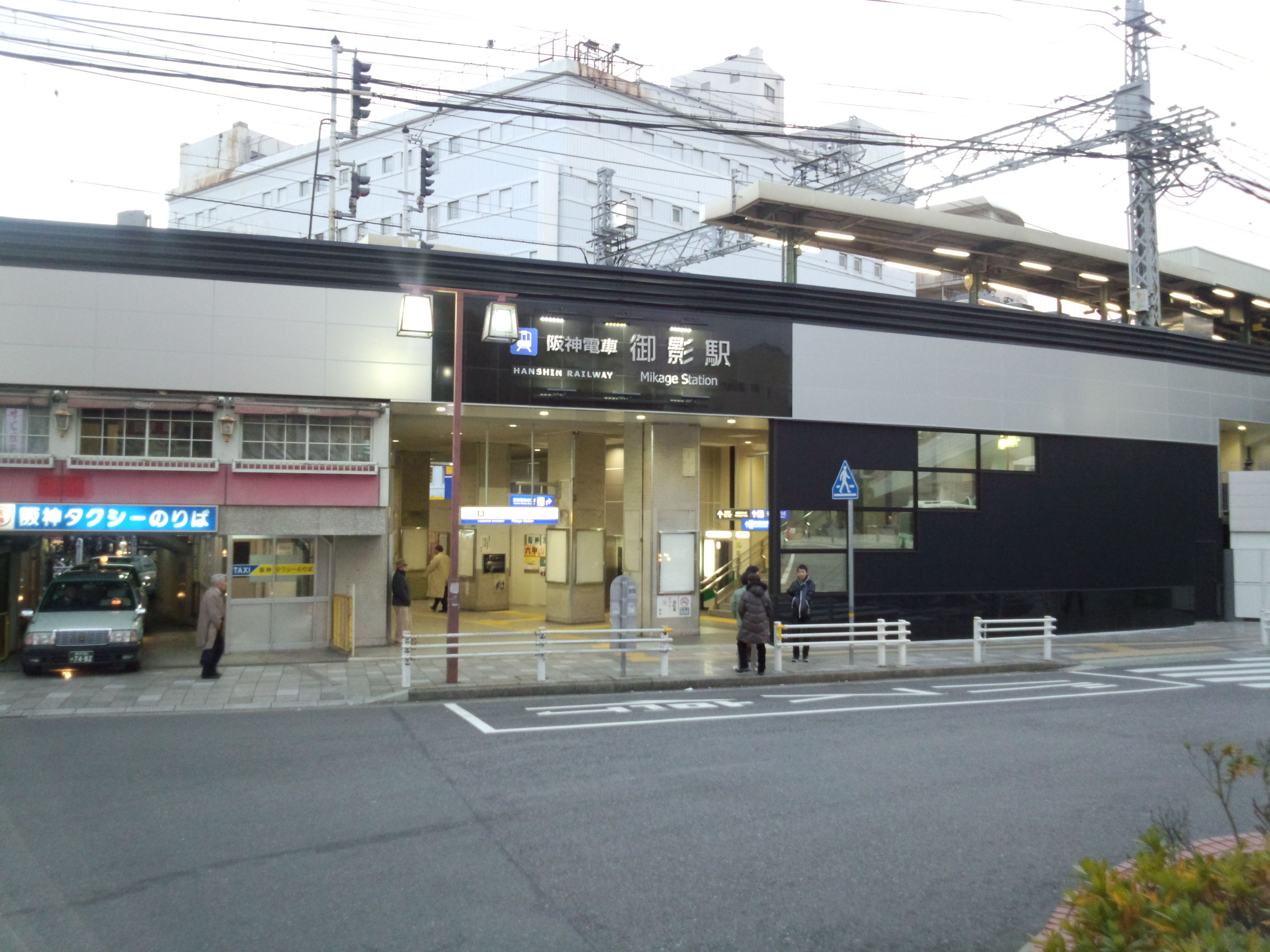
북쪽 역사
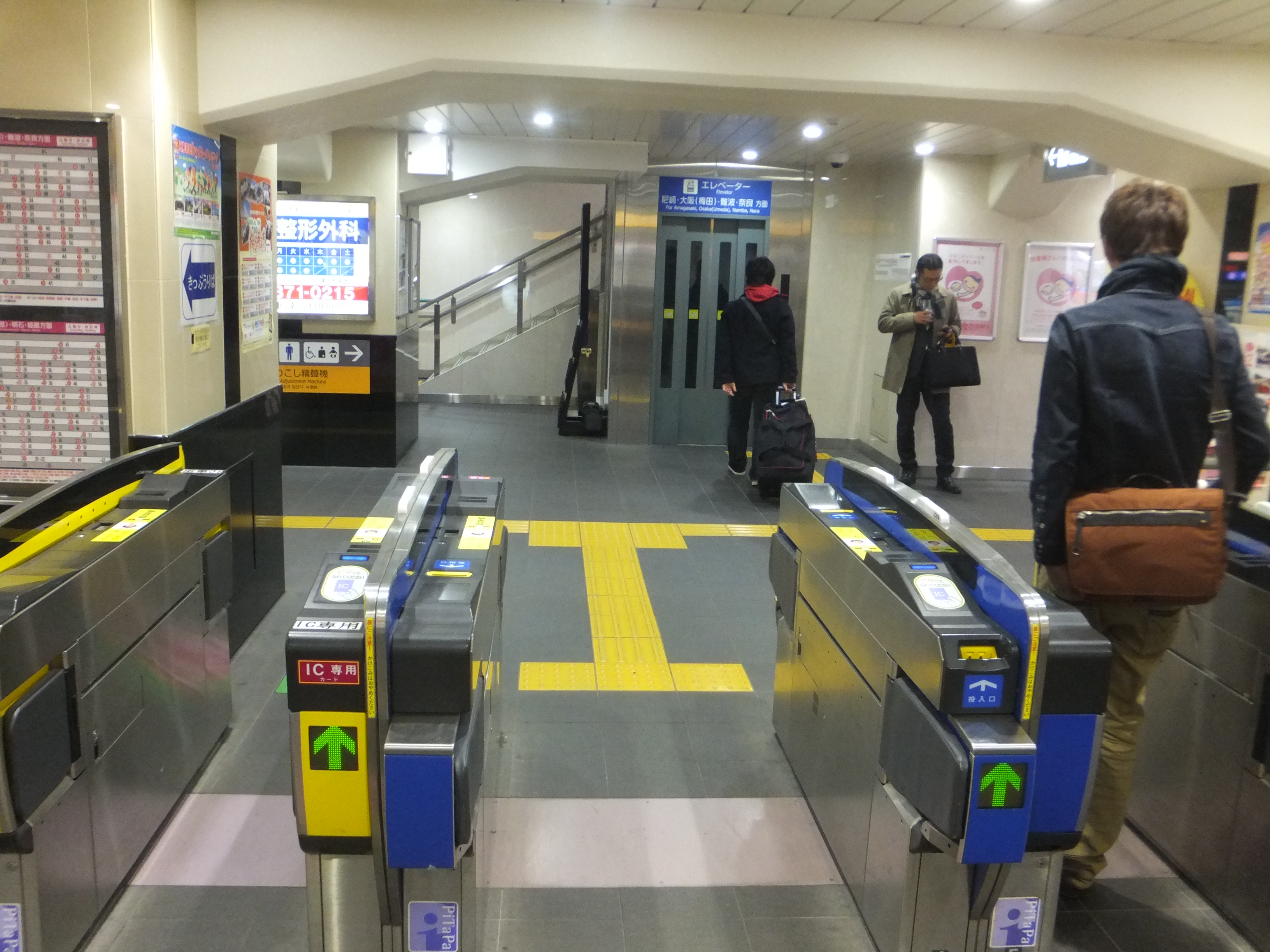
북쪽 개찰구
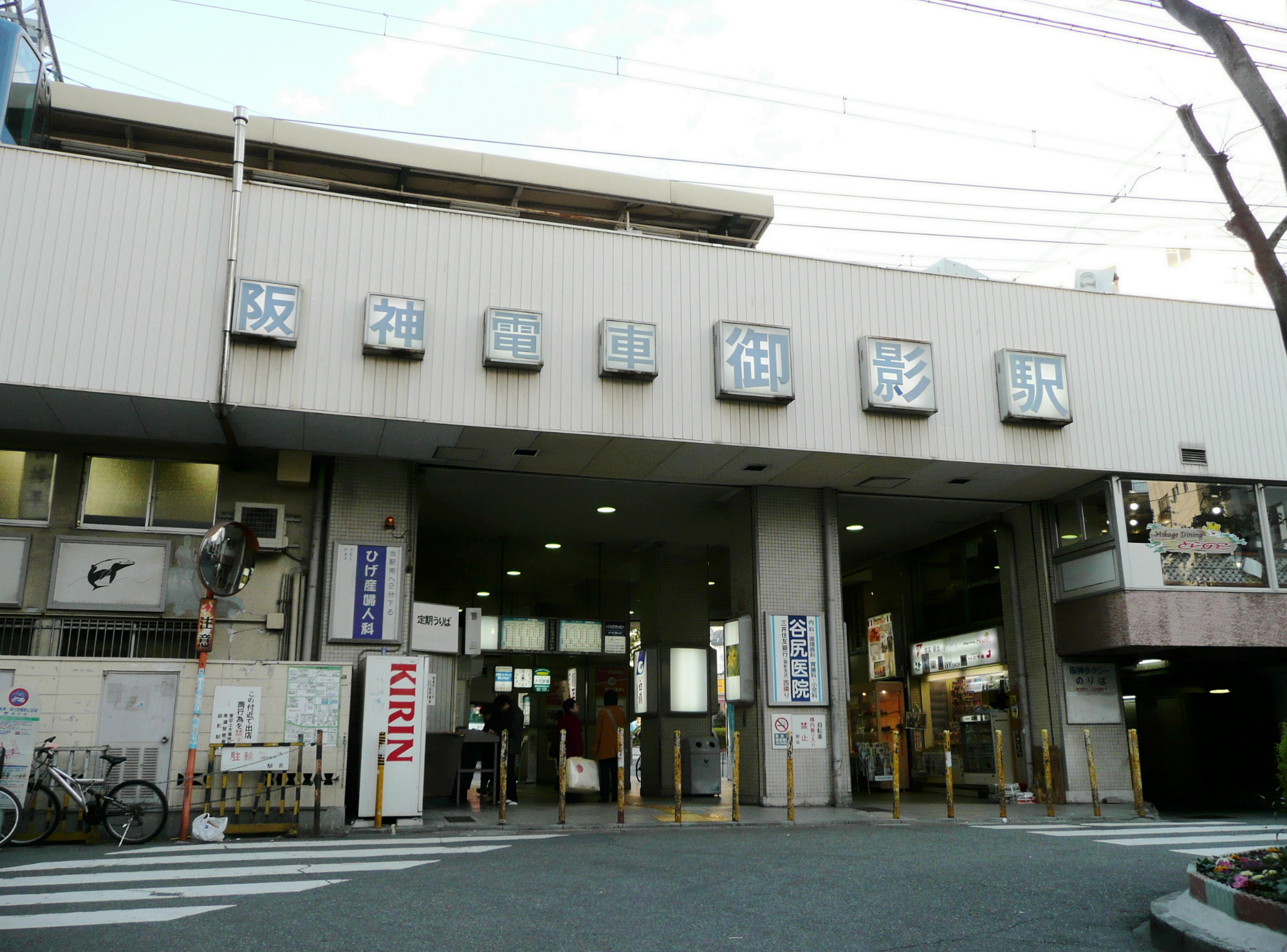
남쪽 출입구
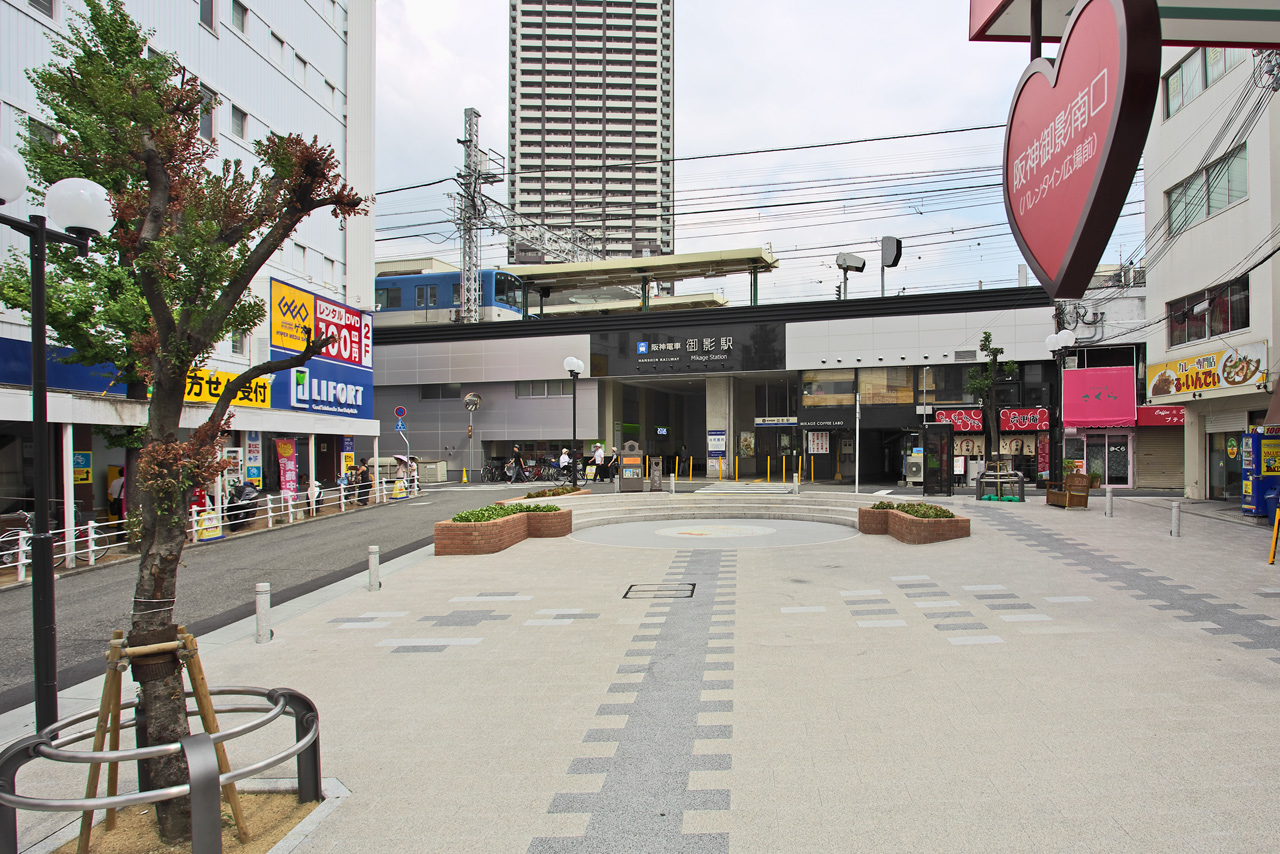
남쪽 역전 광장
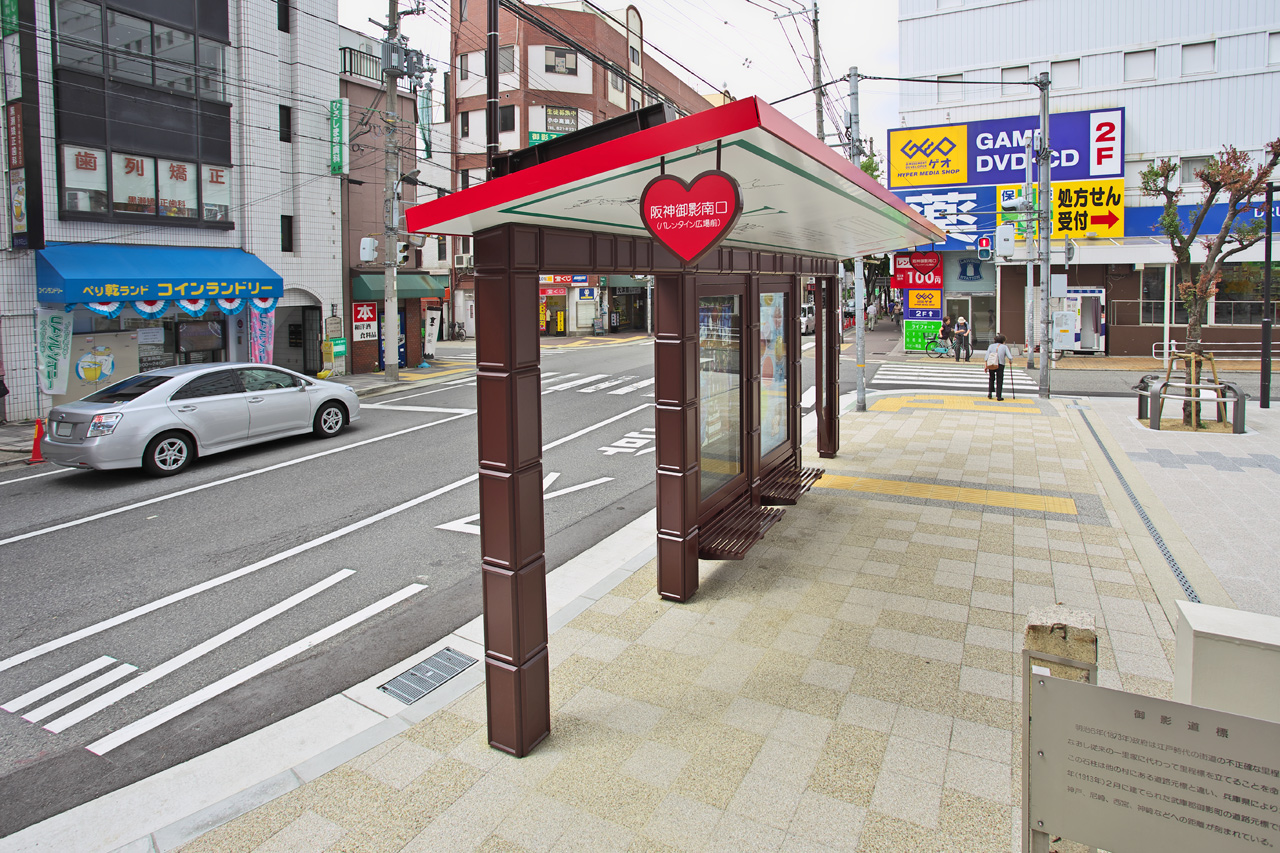
역전 버스 정류장
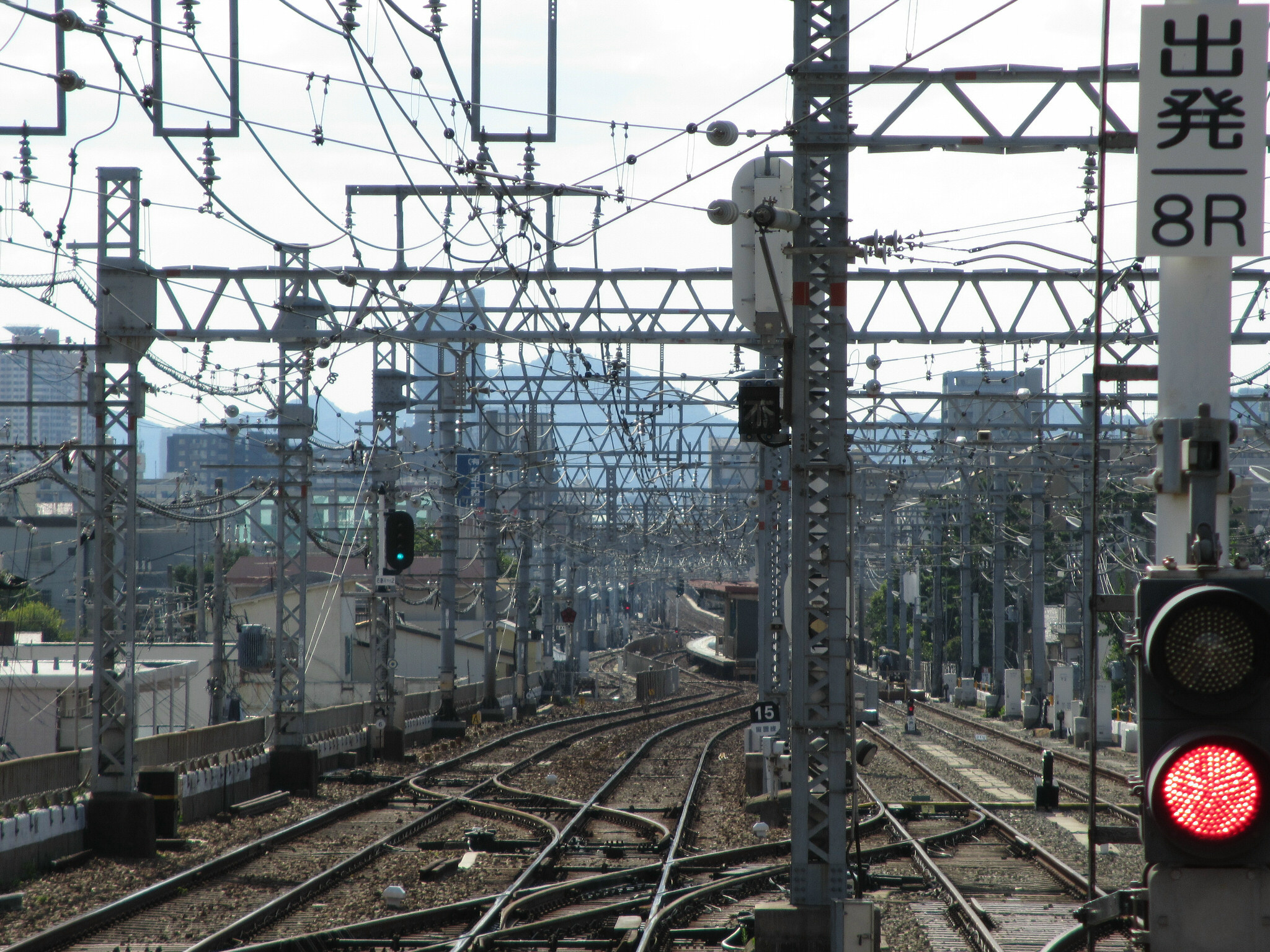
역내 설비 구조
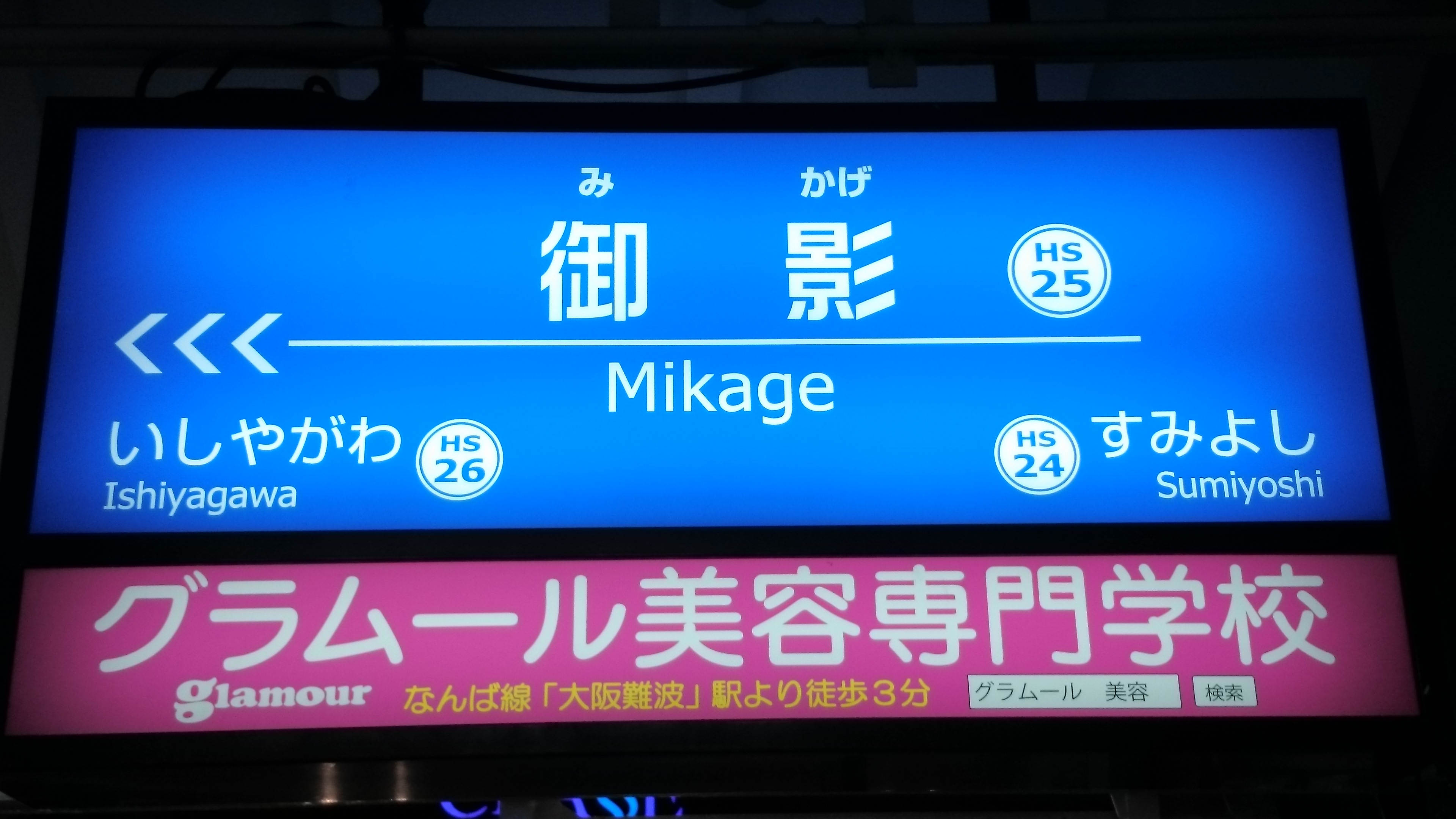
역명판

## 인접역
| 한신 전기철도 ■ 본선       | 한신 전기철도 ■ 본선                                                    | 한신 전기철도 ■ 본선                         |
| -------------------------- | ----------------------------------------------------------------------- | -------------------------------------------- |
| HS 23 우오자키 우메다 방면 | ■ 직통특급 ■ 특급                                                       | 고베산노미야 HS 32 스마우라코엔・히메지 방면 |
| HS 23 우오자키 우메다 방면 | ■ 구간특급(당역 시발, 우메다 행만 운전) ■ 급행(급행은 미카게 행만 운행) | 시·종착역                                    |
| HS 24 스미요시 우메다 방면 | ■ 보통                                                                  | 이시야가와 HS 26 신카이치 방면               |